# Culture de Calf Creek
Objets typiques
Pointe de lance traitée à la chaleur

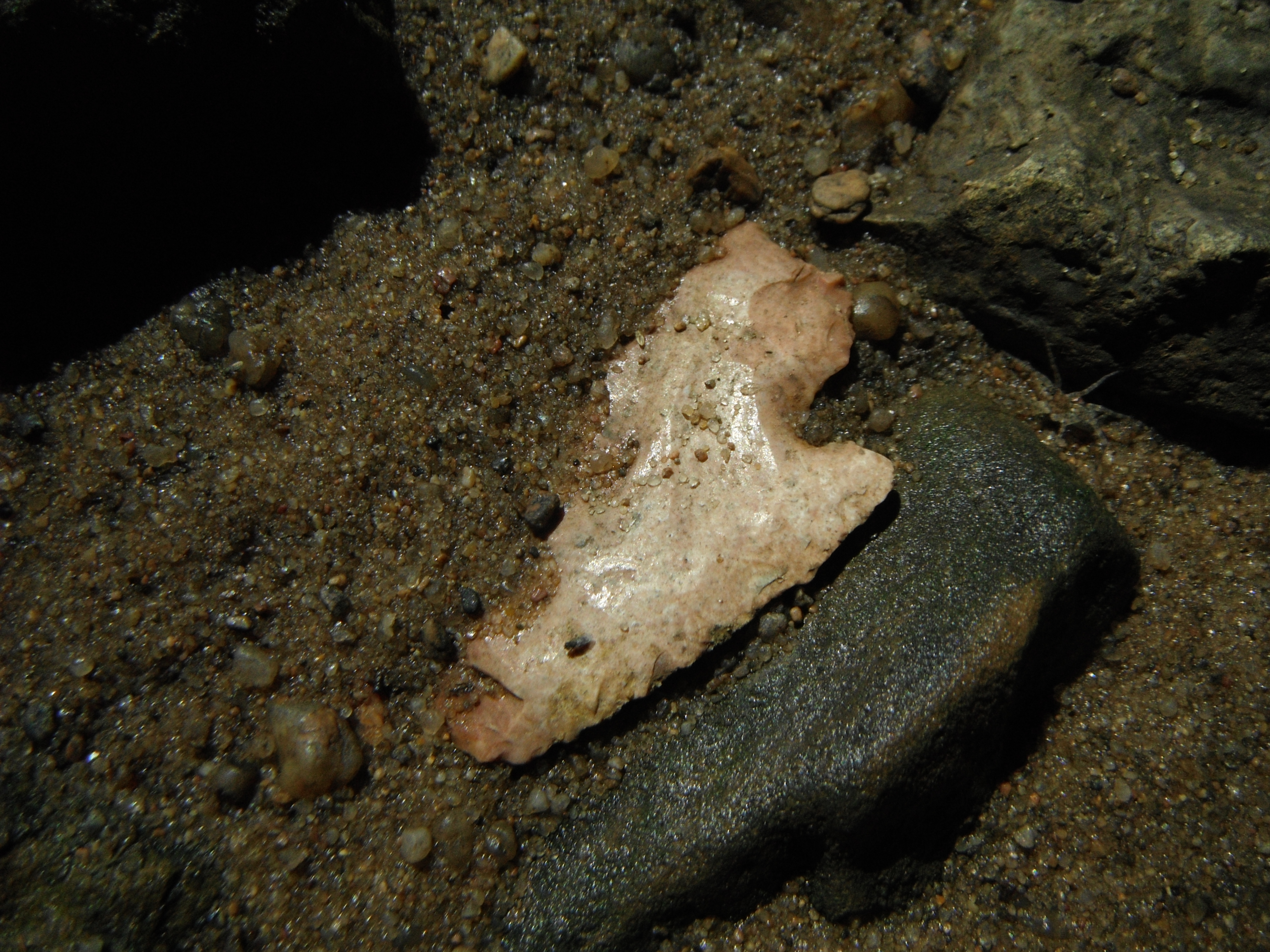
Pointe lithique photographiée in situ sur le site de Sand Springs, près de Tulsa (Oklahoma)

La Culture de Calf Creek est une culture archéologique d'Amérique du Nord, centrée sur l’Oklahoma, l'Arkansas, et les États alentour. C'est une culture de chasseurs-cueilleurs nomades de l'Holocène, 

## Historique
La pointe de Calf Creek a été décrite et nommée pour la première fois en 1968 par Don Dickson dans un journal d’archéologie amateur d’Arkansas, d'après les artéfacts trouvés dans la grotte de Calf Creek, située dans le comté de Searcy, en Arkansas. La grotte a été nommée d'après un petit cours d’eau qui coule à proximité.

## Aire géographique
Des artéfacts attribués à la culture de Calf Creek ont été trouvés à Beard's Bluff (en), un parc naturel de l’Arkansas, à Sand Springs, en Oklahoma, et sur différents sites du Midwest méridional.

## Chronologie
La culture de Calf Creek s'est développée au cours de la période archaïque des Amériques, d'environ 5500 à 2000 av. J.-C.

## Vestiges archéologiques
Cette culture se caractérise notamment par ses grandes pointes de lance en silex traitées à la chaleur. 
En 2003, un crâne de bison d'Amérique du Nord daté de 5 120 ± 25 ans avant le présent a été trouvé sur les rives de la rivière Arkansas par Kim Holt. Cette trouvaille a été montrée pendant le programme télévisé de PBS, « History Detectives ». Le crâne avait une pointe de lance de la culture de Calf Creek plantée juste au-dessus de l’orbite de l’œil droit. La taille de la pointe de lance, ainsi que la blessure qu’elle a infligée prouveraient que la culture de Calf Creek utilisait des propulseurs.